# Ülejõe (Rapla)
Ülejõe – wieś w Estonii, w prowincji Rapla, w gminie Rapla.